# Liste des édifices religieux de l'oblast de Kaliningrad
La liste des édifices religieux de l'oblast de Kaliningrad recense de manière non exhaustive les églises et autres édifices religieux situés dans l'oblast russe de Kaliningrad, autrefois située au sein de la province de Prusse-Orientale. Il est fait état des diverses protections dont elles peuvent bénéficier, et notamment les inscriptions et classements au titre des objets patrimoniaux culturels de Russie.
En ce qui concerne le culte orthodoxe russe, toutes les églises sont situées dans l'éparchie de Kaliningrad (ru). Pour le culte catholique, les églises font partie de l'Archidiocèse de la Mère de Dieu de Moscou.

## Historique

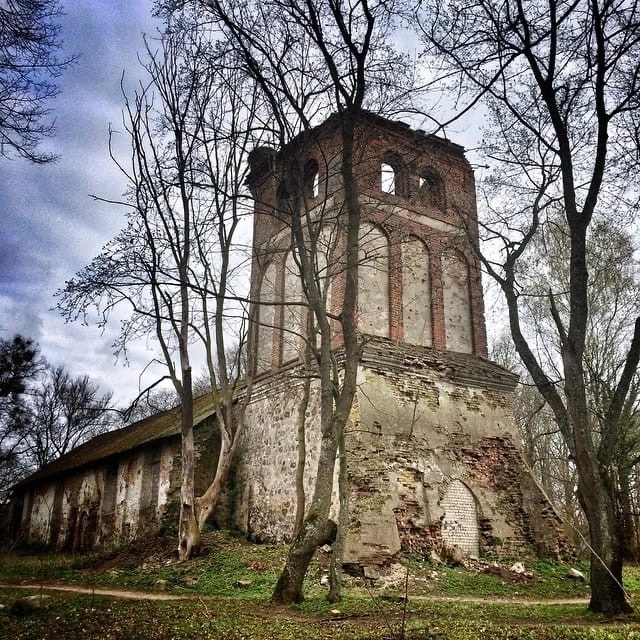
Restes de l'église de Pörschken.

Sur le territoire actuel de l'oblast, les premières églises en pierres ont été construites lorsque l'Ordre teutonique s'est établit dans la région afin de mener à bien ses croisades baltes. Elles apparurent pendant la seconde moitié du XIIIe siècle, avec la première toujours existante (en ruines partielle) qui fut l'église de Pörschken (de) en 1261 bien que l'église de Steindamm (ru) fut construite en 1256, mais fut détruite peu de temps après pendant le siège de Königsberg (en) entre 1262 et 1265, avant d'être reconstruite après le siège fini.
Les églises étaient catholiques, et la construction de celles-ci se poursuivit jusqu'à la bataille de Grunwald, où l'Ordre perd face à la Union de Pologne-Lituanie. Les constructions ralentirent ensuite, mais reconnurent en un essor entre la fin du XIXe siècle et la Seconde guerre mondiale. Pendant la première guerre mondiale, de nombreux édifices furent endommagés, et encore bien plus pendant la Seconde guerre mondiale où nombre d'entre eux furent détruits.
Pendant l'époque soviétique, beaucoup d'églises furent désacralisés et convertis en d'autres lieux. Nombreuses fut envahies par la végétation ou démantelées par les résidents pour en faire des matériaux de construction. Les autorités en détruisirent certaines afin de faire de la place pour la construction de bâtiments résidentiels. Contrairement aux noms des localités, certaines églises ont gardé leurs anciens noms au-lieu de toute reprendre des noms russes.
À partir des années 1980 et 1990, un changement d'attitude a eu lieu envers ce patrimoine d'avant-guerre hérité de la Prusse-Orientale. La conservation et la restauration de certaines églises commença, avec souvent l'aide d'associations allemandes, comme pour l'église d'Arnau. Certaines églises furent transférées des pouvoirs publics à l'Église orthodoxe russe et plus rarement aux communautés protestantes, même si la région était quasi exclusivement protestante avant l'arrivée des Russes. Aujourd'hui, de nombreuses églises ont été inscrites aux objets patrimoniaux culturels de Russie, d'importance fédérale ou régionale.

## Liste

### Cathédrales
| Photo            | Nom                                                                 | Date de construction | Localité       | Notice            | Protection                                                         | Description |
| ---------------- | ------------------------------------------------------------------- | -------------------- | -------------- | ----------------- | ------------------------------------------------------------------ | ----------- |
| Altai Zapovednik | Cathédrale du Dôme Notre-Dame et Saint Adalbert                     | 1333                 | Kaliningrad    | n°391510400360006 | Objet patrimonial culturel de Russie d'importance fédérale (1960)  |             |
| Altai Zapovednik | Église d'Insterbourg Maintenant : Cathédrale de l'Archange Michel   | 1890                 | Tcherniakhovsk | n°391510348040005 | Objet patrimonial culturel de Russie d'importance régionale (2007) |             |
| Altai Zapovednik | Église de Pillau Maintenant : Cathédrale navale Saint-Georges       | 1866                 | Baltiïsk       | n°391510351960005 | Objet patrimonial culturel de Russie d'importance régionale (2007) |             |
| Altai Zapovednik | Église Saint-Adalbert Maintenant : Cathédrale de la Transfiguration | 1897                 | Zelenogradsk   | n°391510341270005 | Objet patrimonial culturel de Russie d'importance régionale (2007) |             |
| Altai Zapovednik | Kreuzkirche Maintenant : Cathédrale Sainte-Croix                    | 1933                 | Kaliningrad    | n°391410136200005 | Objet patrimonial culturel de Russie d'importance régionale (2007) |             |

### Églises préservées ou restaurées
| Photo            | Nom | Date de construction | Localité        | Notice            | Protection                                                                   | Description |
| ---------------- | --- | -------------------- | --------------- | ----------------- | ---------------------------------------------------------------------------- | ----------- |
| Altai Zapovednik | Chapelle de Saint-André Maintenant : Église de l'Apôtre André le Premier Appelé                                      | 1904                 | Zelenogradsk    | n°391610570650004 | Objet patrimonial culturel de Russie d'importance régionale (2007)           |             |
| Altai Zapovednik | Église de Palmnicken Maintenant : Église de l'icône de Kazan de la Mère de Dieu                                      | 1892                 | Iantarny        | n°391510364090005 | Objet patrimonial culturel de Russie d'importance régionale (2007)           |             |
| Altai Zapovednik | Chapelle de la Vierge Marie, Étoile de la Mer Maintenant : Salle d'orgue de Svetlogorsk                              | 1931                 | Svetlogorsk     | n°391510345170005 | Objet patrimonial culturel de Russie d'importance régionale (2007)           |             |
| Altai Zapovednik | Église de Rossitten Maintenant : Église Saint-Serge de Radonège                                                      | 1873                 | Rybatchi        | n°391510363950005 | Objet patrimonial culturel de Russie d'importance régionale (2007)           |             |
| Altai Zapovednik | Église de Tollmingkehmen Maintenant : Musée Mémorial de Kristijonas Donelaitis                                       | 1764                 | Tchistié Proudy | n°3930447000      | Objet patrimonial culturel de Russie d'importance régionale (2007)           |             |
| Altai Zapovednik | Église Saint-Bruno de Querfurt Maintenant : Église Saint-Bruno de Querfurt                                           | 1904                 | Tcherniakhovsk  | n°391510348050005 | Objet patrimonial culturel de Russie d'importance régionale (2007)           |             |
| Altai Zapovednik | Église de Groß Skaisgirren (luthérienne) Maintenant : Église de Saints-Cyrille-et-Méthode                            | 1628                 | Bolchakovo      | n°391610843800004 | Objet patrimonial culturel de Russie d'importance régionale (2007)           |             |
| Altai Zapovednik | Église de RosenauMaintenant : Église de l'Intercession de la Sainte Mère de Dieu                                     | 1926                 | Kaliningrad     | n°391510195670005 | Objet patrimonial culturel de Russie d'importance régionale (2007)           |             |
| Altai Zapovednik | Église de Ponarth Maintenant : Église de la Nativité de la Bienheureuse Vierge Marie                                 | 1897                 | Kaliningrad     | n°391410059430005 | Objet patrimonial culturel de Russie d'importance régionale (2007)           |             |
| Altai Zapovednik | Église de Neuhausen Maintenant : Église néo-apostolique de Gourievsk                                                 | 1350 ~               | Gourievsk       | n°391510334910005 | Objet patrimonial culturel de Russie d'importance régionale (2007)           |             |
| Altai Zapovednik | Église de JudittenMaintenant : Église Saint-Nicolas                                                                  | 1288                 | Kaliningrad     | n°391410165370005 | Objet patrimonial culturel de Russie d'importance régionale (2007)           |             |
| Altai Zapovednik | Église de Rauschen Maintenant: Église Saint-Séraphin-de-Sarov                                                        | 1907                 | Svetlogorsk     | n°391510345120005 | Objet patrimonial culturel de Russie d'importance régionale (2007)           |             |
| Altai Zapovednik | Chapelle de Stallupönen Maintenant: Temple du Saint-Esprit                                                           | 1928                 | Nesterov        | n°391510354910005 | Objet patrimonial culturel de Russie d'importance régionale (2007)           |             |
| Altai Zapovednik | Église de Salzbourg Maintenant : Église évangélique luthérienne de Gusev                                             | 1840                 | Goussev         | n°391510353660005 | Objet patrimonial culturel de Russie d'importance régionale (2007)           |             |
| Altai Zapovednik | Église de Saint-Adalbert Prévu: Église de Dmitri Donskoï                                                             | 1904                 | Kaliningrad     | n°431410039250005 | Objet patrimonial culturel de Russie d'importance régionale (2007)           |             |
| Altai Zapovednik | Église de Tapiau Maintenant : Église Saint-Jean-Baptiste                                                             | 1694                 | Gvardeïsk       | n°391510334510005 | Objet patrimonial culturel de Russie d'importance régionale (2007)           |             |
| Altai Zapovednik | Église de la Sainte-FamilleMaintenant : Philharmonie régionale de Kaliningrad                                        | 1904                 | Kaliningrad     | n°391410135880005 | Objet patrimonial culturel de Russie d'importance régionale (2007)           |             |
| Altai Zapovednik | Église de Pelleninken Maintenant : Église Saint-Jean de Cronstadt                                                    | 1892                 | Zagorskoïe      | n°3930136000      | Objet patrimonial culturel de Russie d'importance régionale (2007)           |             |
| Altai Zapovednik | Église de Mühlhausen / Église Sainte-Anne Maintenant : Église évangélique luthérienne de la localité de Gvardeïskoïé | 1350 ~               | Gvardeïskoïé    | n°391510334400005 | Objet patrimonial culturel de Russie d'importance régionale (2007)           |             |
| Altai Zapovednik | Église d'ArnauMaintenant : Temple en l'honneur de la Sainte Grande Martyr Catherine                                  | 1364                 | Rodniki         | n°391520362870005 | Objet patrimonial culturel de Russie d'importance régionale (2007)           |             |
| Altai Zapovednik | Église de Friedland Maintenant : église Saint-Georges                                                                | 1313                 | Pravdinsk       | n°391510344470005 | Objet patrimonial culturel de Russie d'importance régionale (2007)           |             |
| Altai Zapovednik | Église de Heinrichswalde Prévu: Salle d'orgue                                                                        | 1869                 | Slavsk          | n°391510349060005 | Objet patrimonial culturel de Russie d'importance régionale (2007)           |             |
| Altai Zapovednik | Église de Wedereitischken Maintenant : Temple en l'honneur de l'Entrée de la Sainte Vierge dans le temple            | 1907                 | Timofeïevo      | n°391610570810004 | Objet patrimonial culturel de Russie d'importance régionale (2007)           |             |
| Altai Zapovednik | Église d'Augstagirren Maintenant : Église du Saint Apôtre et Évangéliste Jean le Théologien                          | 1926                 | Sosnovka        | n°391510278710005 | Objet patrimonial culturel de Russie d'importance régionale (2007)           |             |
| Altai Zapovednik | Église d'Heiligenwalde Maintenant : Église Saint-Nicolas                                                             | 1344                 | Ouchakovo       | n°391510337820005 | Objet patrimonial culturel de Russie d'importance régionale (2007)           |             |
| Altai Zapovednik | Église de Groß Rominten Maintenant : Temple en l'honneur des martyrs Adrian et Natalia                               | 1880                 | Krasnolessie    | n°3930462000      | Objet patrimonial culturel de Russie d'importance régionale (2007)           |             |
| Altai Zapovednik | Église de Lasdehnen Maintenant : Église des Saints Apôtres-Pierre-et-Paul                                            | 1578                 | Krasnoznamensk  | n°3900785000      | Objet patrimonial culturel de Russie d'importance régionale (2007)           |             |
| Altai Zapovednik | Église de Groß Legitten Maintenant : Église luthérienne du village de Tourgenevo                                     | 1400 ~               | Tourguenevo     | n°391510343820005 | Objet patrimonial culturel de Russie d'importance régionale (2007)           |             |
| Altai Zapovednik | Église de Kaukemena Nom planifié: Église de l'Église orthodoxe russe                                                 | 1706                 | Iasnoïé         | n°391510278640005 | Objet patrimonial culturel de Russie d'importance régionale (2007)           |             |
|                  | Église de Bilderweitschen Maintenant : Église Sainte-Catherine                                                       | 1861                 | Lugovoïé        | n°391510278610004 | Objet patrimonial culturel de Russie d'importance régionale (2007)           |             |
|                  | Église de Groß Skaisgirren (catholique) Maintenant : Église Saint-Jean-Baptiste                                      | 1925                 | Bolchakovo      | n°391610573600004 | Objet patrimonial culturel de Russie d'importance régionale (2007)           |             |
| Altai Zapovednik | Église de Neu Argeningken Maintenant : Temple en l'honneur de l'entrée du Seigneur à Jérusalem                       | 1910                 | Novokolkhoznoïe | n°391510354890005 | Objet patrimonial culturel de Russie d'importance régionale (2007)           |             |
|                  | Église de Pillupönen Maintenant : Église Saint-Michel-Archange                                                       | 1778                 | Nevski          | n°391610573330004 | Objet patrimonial culturel de Russie d'importance locale (municipale) (2007) |             |

### Églises partiellement préservées
| Photo            | Nom | Date de construction | Localité          | Notice            | Protection                                                                   | Description |
| ---------------- | --- | -------------------- | ----------------- | ----------------- | ---------------------------------------------------------------------------- | ----------- |
| Altai Zapovednik | Église d'Allenbourg                                                                                            | 1405                 | Droujba           | n°3900809000      | Objet patrimonial culturel de Russie d'importance régionale (2007)           |             |
| Altai Zapovednik | Église de Didlacken                                                                                            | 1665                 | Telmanovo         | n°391610573240004 | Objet patrimonial culturel de Russie d'importance locale (municipale) (2007) |             |
| Altai Zapovednik | Église de Domnau                                                                                               | 1400                 | Domnovo           | n°391510344440005 | Objet patrimonial culturel de Russie d'importance régionale (2007)           |             |
| Altai Zapovednik | Église de Groß Kryszahnen                                                                                      | 1891                 | Zapovednoïe       | n°391610573590004 | Objet patrimonial culturel de Russie d'importance locale (municipale) (2007) |             |
| Altai Zapovednik | Église de Laptau                                                                                               | 1330 ~               | Mouromskoïe       | n°391510342130005 | Objet patrimonial culturel de Russie d'importance régionale (2007)           |             |
| Altai Zapovednik | Église de Lauken                                                                                               | 1812                 | Saransk           | n°391610573000004 | Objet patrimonial culturel de Russie d'importance locale (municipale) (2007) |             |
| Altai Zapovednik | Église de Mélanchthon                                                                                          | 1911                 | Tcherniakhovsk    |                   |                                                                              |             |
| Altai Zapovednik | Église à la mémoire de la reine Louise                                                                         | 1901                 | Kaliningrad       | n°391410109060005 | Objet patrimonial culturel de Russie d'importance régionale (2007)           |             |
|                  | Église de Paterswalde                                                                                          | 1877                 | Bolchayïa Poliana | n°391610646160004 | Objet patrimonial culturel de Russie d'importance locale (municipale) (2007) |             |
| Altai Zapovednik | Église de Ragnit (évangélique)                                                                                 | 1773                 | Neman             |                   |                                                                              |             |
| Altai Zapovednik | Église Saint-Joseph de Ponarth                                                                                 | 1932                 | Kaliningrad       | n°391410144210005 | Objet patrimonial culturel de Russie d'importance régionale (2007)           |             |
|                  | Église Sainte-Catherine de Tharau                                                                              | 1350 ~               | Vladimirovo       | n°391510334390005 | Objet patrimonial culturel de Russie d'importance régionale (2007)           |             |
|                  | Église de Jurgaitschen                                                                                         | 1845                 | Kanach            | n°391610570830004 | Objet patrimonial culturel de Russie d'importance locale (municipale) (2007) |             |
| Altai Zapovednik | Église de la Croix de Rathshof                                                                                 | 1932                 | Kaliningrad       | n°391410165450005 | Objet patrimonial culturel de Russie d'importance régionale (2007)           |             |
| Altai Zapovednik | Église de la Croix de Tilsit Maintnant : Église évangélique luthérienne de la Croix                            |                      |                   | n°391510393180004 | Objet patrimonial culturel de Russie d'importance régionale (2007)           |             |
| Altai Zapovednik | Chapelle de l'hôpital Sainte-Élisabeth Maintenant : Église du Saint Prophète Zacharie et de la Juste Élisabeth | 1894                 | Kaliningrad       | n°391410114180005 | Objet patrimonial culturel de Russie d'importance régionale (2007)           |             |
| Altai Zapovednik | Église de l'hôpital psychiatrique d'Allenberg                                                                  | 1852                 | Znamensk          | n°3940002000      | Objet patrimonial culturel de Russie d'importance régionale (2007)           |             |

### Églises récentes

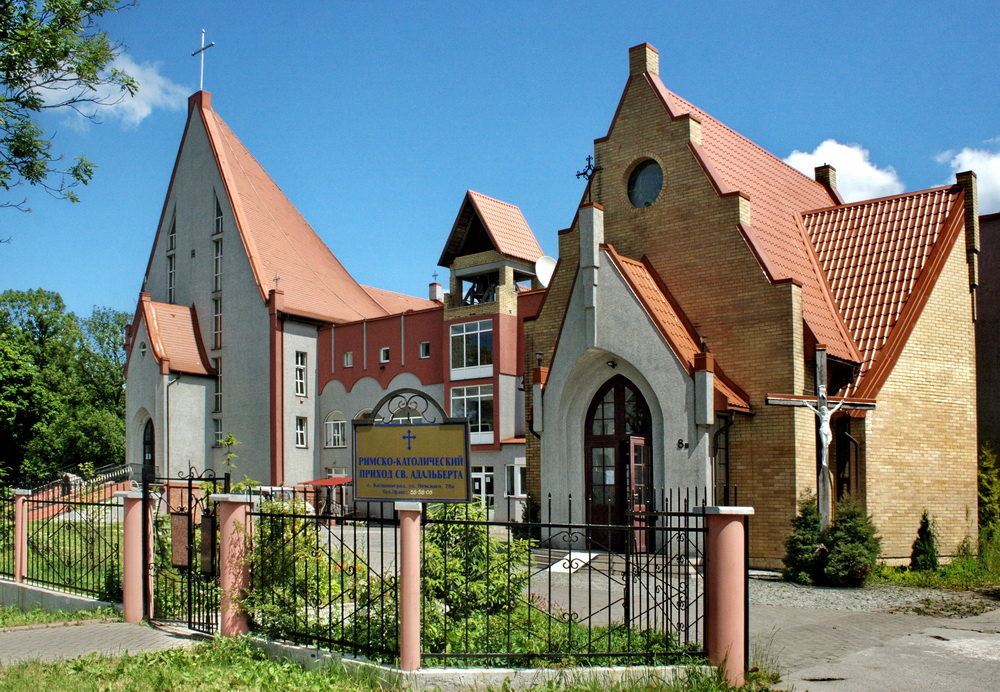
Église Saint-Adalbert.

Liste des nouvelles églises de l'oblast depuis 1945 :
- L'église de l'Ascension du Christ, église catholique à Sovetsk, ouverte en 2000, et construite sur les fondations de l'église détruite de l'Ascension de Marie ;
- L'église Saint-Adalbert, église catholique à Kaliningrad, ouverte en 2005 ;
- L'église de la Résurrection, église évangélique luthérienne de Kaliningrad, ouverte en 1999 ;
- Une église orthodoxe à Sovkhoznoïe, également connue sous le nom de Chapelle de Rippen, en construction. L'église est construite dans une ancienne caserne, avec une tour construite au début du XXe. Les travaux ont commencé en 2018 sous l'égide de l'Église orthodoxe russe.

### Églises disparues

#### Königsberg
Liste des églises disparues de Königsberg :
- Église Alt-Roßgarten ;

- Église d'Altstadt ;
- Burgkirche ;
- Église de Sackheim ;
- Église de Quednau ;
- Église de Neuendorf ;
- Lutherkirche (Haberberg) ;
- Église à la mémoire du duc Albrecht ;
- Église à la mémoire de l'empereur Frédéric de Kalthof ;
- Église du Christ ;
- Église de Löbenicht ;
- Église de Neuroßgarten ;
- Propsteinkirche ;
- Église de Tragheim ;
- Église réformée française de Königsberg ;
- Friedenskirche ;
- Église de Haberberg ;
- Église de Steindamm ;
- Église du château de Königsberg ;
- Chapelle de Metgeten.

#### Autres villes et villages
Liste des églises disparues dans la région  (entre parenthèses la localité) :
- Église de la Sainte-Croix (Krasnotorovka) ;
- Église allemande (Sovetsk) ;Église allemande à Tilsit.

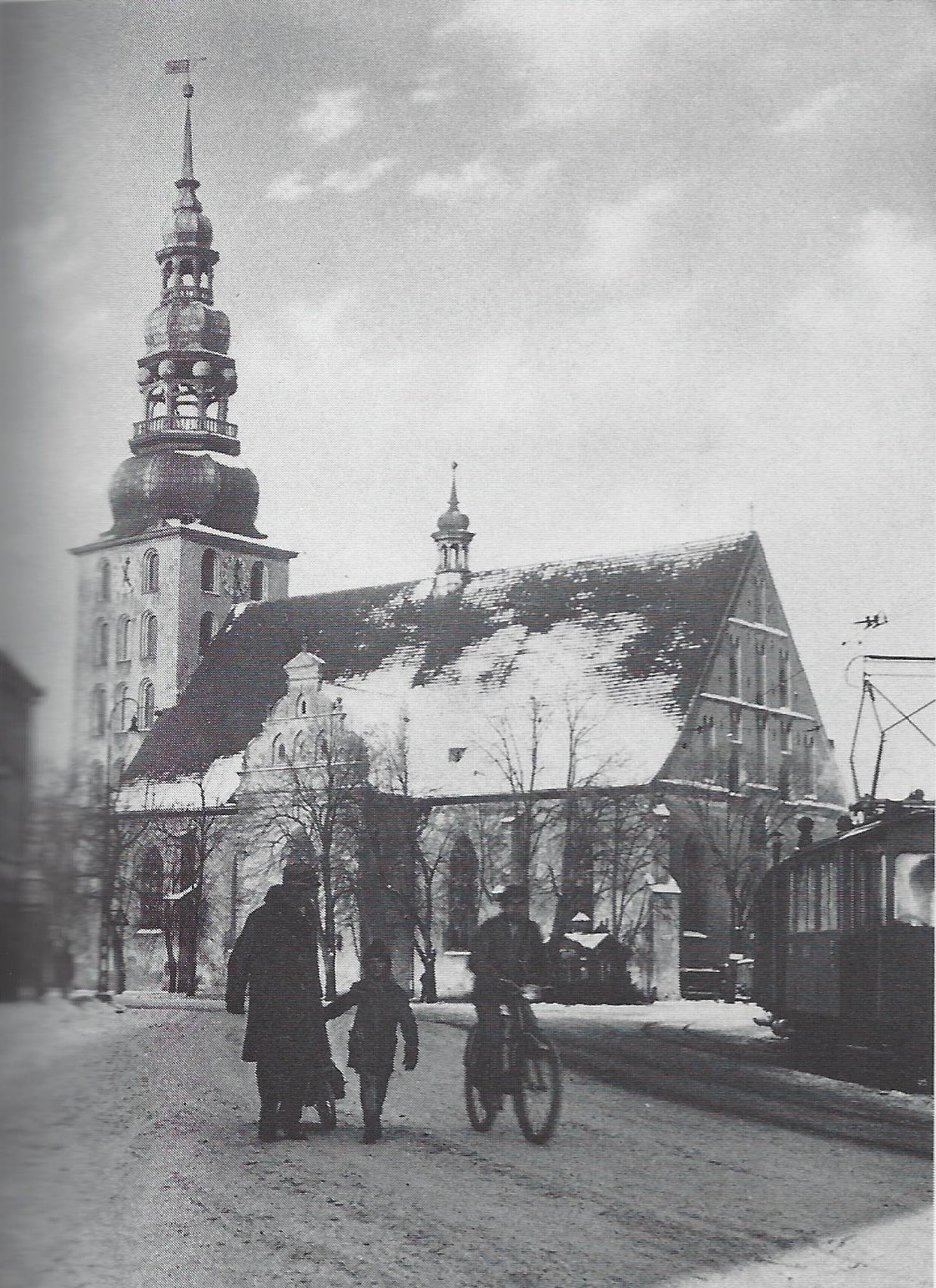
Église allemande à Tilsit.

- Église de Sodehnen (Krasnoïarsk) ;
- Église de Dollstedt (Krasnoznamenskoïe) ;
- Église de Bladiau (Pyatidorojnoïe) ;
- Église de Trempen (Novostroïevo) ;
- Église de Balleten (Sadovoïe) ;
- Église de Gawaiten (Gavrilovo) ;
- Église de l'Ascension de Marie (Sovetsk) - (une église moderne de l'Ascension du Christ a été construite à sa place) ;
- Église catholique de Pillau (Baltiïsk) - la maison du pasteur a été préservée de l'église. La communauté catholique a restauré la maison et l'a transformée en une paroisse catholique romaine nommée d'après la Bienheureuse Marie à Baltiïsk ;
- Église de Rautenberg (Ouzlovoïe) ;
- Église de Groß Schorellen (Saratovskoïe)
- Église de Schirwindt (Koutouzovo)
- Église de Groß Lenkeningken (Lesnoïe)
- Église d'Enzuhnen (Tchkalovo)
- Église de Gilge (Matrosovo)
- Église de Schakuhnen (Levoberejnoïe)
- Église de Karkeln (Mysovka)
- Église de Grünheide (Kalouga)
- Église de Judtschen (Vesselovka) - Emmanuel Kant visitait souvent cette église .